# Atol
Atol (beseda izhaja iz malajščine, angleško atol) je koralni otok plitvo obročaste oblike z laguno v sredini. Je obročast koralni greben, ki ga oblikujejo korale, ki zrastejo na vulkanskem otoku v tropskih morjih, predvsem v Tihem in Indijskem oceanu. Atol nastane, ko manjši otoček, večinoma vulkanskega nastanka počasi tone pod morsko gladino, koralne kolonije okrog ugrezajočega otoka pa hkrati rastejo. Najprej nastane obrežni koralni greben, nato pregradni greben in končno atolni otok. Atoli imajo obliko prstana ali polkroga, na sredini je plitev zaliv - laguna. Večji atoli so naseljeni, vendar nimajo lastnih izvirov sladke vode, zato so prebivalci odvisni od deževnice. Marshallovi otoki imajo veliko atolov.